# Gardinovec
Gardinovec is een plaats in de gemeente Belica in de Kroatische provincie Međimurje. De plaats telt 1000 inwoners (2001).